# Ԅ (слово ћирилице)
Ԅ ԅ (Ԅ ԅ; искошено: Ԅ ԅ) је слово Молодцовљевог писма, једне од верзија ћириличног писма. Зове се комско З́ (Зј). Коришћено је само у писању на комском језику 1920-их и на мордвинским језицима.
Изговор слова је [зʲ].

## Рачунарски кодови
| Знак                      | Ԅ                                | Ԅ                                | ԅ                              | ԅ                              |
| ------------------------- | -------------------------------- | -------------------------------- | ------------------------------ | ------------------------------ |
| Назив у Уникоду           | CYRILLIC CAPITAL LETTER KOMI ZJE | CYRILLIC CAPITAL LETTER KOMI ZJE | CYRILLIC SMALL LETTER KOMI ZJE | CYRILLIC SMALL LETTER KOMI ZJE |
| Врста кодирања            | децимална                        | хексадецимална                   | децимална                      | хексадецимална                 |
| Уникод                    | 1284                             | U+0504                           | 1285                           | U+0505                         |
| UTF-8                     | 212 132                          | D4 84                            | 212 133                        | D4 85                          |
| Нумеричка референца знака | &#1284;                          | &#x504;                          | &#1285;                        | &#x505;                        |

## Слична слова
- З́ з́ : ћириличко слово З́

- З з : ћириличко слово З